# Coín
Coín és un municipi d'Andalusia, a la província de Màlaga. Limita amb els municipis de Monda, Guaro, Alozaina, Pizarra, Cártama, Alhaurín el Grande i Mijas.